# シナリオ・プランニング
シナリオ・プランニングは、中長期的な将来において「起こり得る未来」の可能性を複数描き、中長期的な視点で戦略や施策を立案する手法である。

## 背景
VUCA時代となり、未来予測が困難となっている。そのため、単一の計画のみではなく、複数の10～20年後の社会像を描き、そこから逆算して中長期の事業アイデアをつくるという使い方を行うという形で使用する。
1970年代初頭に、ロイヤル・ダッチ・シェルがオイルショックに対処したことで注⽬された。

## 事例
- 横河電機が、企業変革推進にシナリオプランニングの考え方を活用している[3]。
- 東京都・町⽥市は未来の都市づくりのために「シナリオプランニング」を活用している[4]。